# Rinkeby-Kista
Rinkeby-Kista – okręg administracyjny (stadsdelsområde) w ramach gminy Sztokholm, położony w jej północno-zachodniej części (Västerort).
Okręg administracyjny (stadsdelsområde) Rinkeby-Kista został utworzony 1 stycznia 2007 r. po połączeniu dotychczasowych okręgów Rinkeby i Kista.
Według danych opublikowanych przez gminę Sztokholm, 31 grudnia 2014 r. stadsdelsområde Rinkeby-Kista liczyła 48 828 mieszkańców, obejmując następujące dzielnice (stadsdel):
- Akalla
- Hansta (rezerwat przyrody)
- Husby
- Kista
- Rinkeby

Powierzchnia wynosi 11,79 km².